# Birgitte Bergman
Birgitte Bergman Sørensen (nascida em 13 de janeiro de 1967 em Helsingør) é uma política dinamarquesa, membro do Folketing pelo Partido Popular Conservador. Ela foi eleita para o Folketing nas eleições legislativas dinamarquesas de 2019.

## Carreira política
Bergman concorreu na eleição de 2019, onde recebeu 2524 votos. Isso garantiu-lhe uma das cadeiras niveladoras do Partido Popular Conservador.